# Piłka siatkowa na Letnich Igrzyskach Olimpijskich 2000 – turniej plażowy kobiet
W turnieju wzięły udział 24 zespoły wyłonione w procesie kwalifikacji. Turniej został rozegrany w dniach 16 - 26 września 2000 roku.

## Eliminacje
Rozegrano trzy rundy eliminacyjne.
W pierwszej rundzie rozegrano 12 meczów (rozgrywano tylko jeden set), z których zwycięzcy awansowali do 1/8 finału, a przegrani uczestniczyli w dalszych eliminacjach.

### Pierwsza runda eliminacji
Prawerman-Rigaux (FRA) - Friedrichsen-Müsch (GER) : 1-0 (16-14)
Schmidt-Staub (GER) - Zhang Jingkun-Tian Jia (CHN) : 1-0 (17-15)
May-Treanor-McPeak (USA) - Hudcova-Tobiasova (CZE) : 1-0 (15-5)
Gooley-Manser (AUS) - Gattelli-Perrotta (ITA) : 1-0 (15-9)
Schuller- Pereira (POR) - Zi Xiong-Rong (CHN) : 1-0 (15-5)
Bruschini-Solazzi (ITA) - Karadassiou-Sfyri (GRE) : 1-0 (15-2)
Takahashi-Teru Saiki (JPN) - Ishizaka-Seike (JPN) : 1-0 (15-3)
Celbova/Dosoudilova (CZE) - Schoon-Kadijk (NLD) : 1-0 (17-15)
Sandra-Samuel (BRA) - Fernandez Grossat-Larrea Peraza (CUB) : 1-0 (15-4)
Davis-Johnson Jordan (USA) - Huygens Tholen-Straton (AUS) : 1-0 (15-13)
Adriana-Shelda (BRA) - L.Janczulova-P.Janchulova (BGR) : 1-0 (15-3)
Cook-Pottharst (AUS) - Galindo-Gaxiola (MEX) : 1-0 (15-11)

### Druga runda eliminacji
W drugiej rundzie rozegrano 6 pojedynków, z których zwycięzcy awansowali do kolejnej rundy eliminacji, a przegrani zajęli 19 miejsce w turnieju.
Gattelli-Perrotta (ITA) - Ishizaka-Seike (JPN) : 1-0 (15-5)
Zi Xiong-Rong (CHN) - Galindo-Gaxiola (MEX) : 1-0 (16-14)
Karadassiou-Sfyri (GRE) - Hudcova-Tobiasova (CZE) : 1-0 (15-6)
Friedrichsen-Müsch (GER) - Huygens Tholen-Straton (AUS) : 1-0 (15-9)
L.Janczulova-P.Janchulova (BGR) - Schoon-Kadijk (NLD) : 1-0 (17-15)
Fernandez Grossat-Larrea Peraza (CUB) - Zhang Jingkun-Tian Jia (CHN) : 1-0 (15-12)

### Trzecia runda eliminacji
W tej fazie rozegrano 3 pojedynki, z których zwycięzcy awansowali do 1/8 finału. Spośród przegranych drużyna z najwyższym miejscem rankingowym awansowała do 1/8 finału, a pozostali przegrani zajęli 17. miejsce.
Gattelli-Perrotta (ITA) - Zi Xiong-Rong (CHN) : 1-0 (15-9)
Friedrichsen-Müsch (GER) - Karadassiou-Sfyri (GRE) : 1-0 (15-7)
Fernandez Grossat-Larrea Peraza (CUB) - L.Janczulova-P.Janchulova (BGR) : 1-0 (15-3)
najwyższy ranking z drużyn przegranych miała para Zi Xiong-Rong z Chin i ona awansowała do 1/8 finału.

## 1/8 finału
Od tej fazy rozgrywek przegrywający odpadał z dalszej rywalizacji.
Bruschini-Solazzi (ITA) - Schmidt-Staub (GER) : 1-0 (15-12)
Takahashi-Teru Saiki (JPN) - Celbova/Dosoudilova (CZE) : 1-0 (15-2)
Gooley-Manser (AUS) - Prawerman-Rigaux (FRA) : 1-0 (15-3)
Davis-Johnson Jordan (USA) - Fernandez Grossat-Larrea Peraza (CUB) : 1-0 (15-9)
May-Treanor-McPeak (USA) - Gattelli-Perrotta (ITA) : 1-0 (15-13)
Sandra-Samuel (BRA) - Schuller- Pereira (POR) : 1-0 (15-6)
Adriana-Shelda (BRA) - Friedrichsen-Müsch (GER) : 1-0 (15-9)
Cook-Pottharst (AUS) - Zi Xiong-Rong (CHN) : 1-0 (15-2)

## 1/4 finału
Takahashi-Teru Saiki (JPN) - Davis-Johnson Jordan (USA) : 1-0 (15-9)
Adriana-Shelda (BRA) - Gooley-Manser (AUS) : 1-0 (15-7)
Cook-Pottharst (AUS) - Bruschini-Solazzi (ITA) : 1-0 (15-11)
Sandra-Samuel (BRA) - May-Treanor-McPeak (USA) : 1-0 (16-14)

## 1/2 finału
Adriana-Shelda (BRA) - Takahashi-Teru Saiki (JPN) : 1-0 (15-10)
Cook-Pottharst (AUS) - Sandra-Samuel (BRA) : 1-0 (15-6)

## Mecz o 3 miejsce
Sandra-Samuel (BRA) - Takahashi-Teru Saiki (JPN) : 2-0 (12-4, 12-6)

## Finał
Cook-Pottharst (AUS) - Adriana-Shelda (BRA) : 2-0 (12-4, 12-10)

### Końcowa klasyfikacja
| miejsce | Zawodnicy                             | Państwo           |
| ------- | ------------------------------------- | ----------------- |
| 1.      | Natalie Cook Kerri-Ann Pottharst      | Australia         |
| 2.      | Adriana Behar Shelda Bede             | Brazylia          |
| 3.      | Sandra Pires Adriana Samuel           | Brazylia          |
| 4.      | Yukiko Takahashi Mika Saiki           | Japonia           |
| 5.      | Jenny Johnson-Jordan Annett Davis     | Stany Zjednoczone |
| 5.      | Holly McPeak Misty May                | Stany Zjednoczone |
| 5.      | Tania Gooley Pauline Manser           | Australia         |
| 5.      | Laura Bruschini Annamaria Solazzi     | Włochy            |
| 9.      | Ulrike Schmidt Gudula Staub           | Niemcy            |
| 9.      | Maike Friedrichsen Danja Müsch        | Niemcy            |
| 9.      | Xiong Zi Chi Rong                     | Chiny             |
| 9.      | Maria José Schuller Cristina Pereira  | Portugalia        |
| 9.      | Soňa Dosoudilová-Nováková Eva Celbová | Czechy            |
| 9.      | Anabelle Prawerman Cécile Rigaux      | Francja           |
| 9.      | Daniela Gattelli Lucilla Perrotta     | Włochy            |
| 9.      | Dalixia Fernández Tamara Larrea       | Kuba              |
| 17.     | Vaso Karadasiou Efi Sfyri             | Grecja            |
| 17.     | Petja Janczulowa Lina Janczulowa      | Bułgaria          |
| 19.     | Debora Schoon-Kadijk Rebekka Kadijk   | Holandia          |
| 19.     | Zhang Jingkun Tian Jia                | Chiny             |
| 19.     | Yukiko Ishizaka Chie Seike            | Japonia           |
| 19.     | Martina Hudcová Tereza Tobiášová      | Czechy            |
| 19.     | Annette Huygens Tholen Sarah Straton  | Australia         |
| 19.     | Hilda Gaxiola María Theresa Galindo   | Meksyk            |